# Edmond Wells
Edmond Wells este un personaj fictiv care apare frecvent în romanele SF scrise de Bernard Werber
El este un excelent entomolog care a reușit să găsească o cale de comunicare cu alte specii terestre non-umane. Edmond este autorul volumului Enciclopedia cunoașterii relative și absolute.
În Trilogia Furnicile nu apare fizic, deoarece la începutul romanului Furnicile este deja mort, dar nepotul său îi va continua, într-un fel, munca. 